# Фраушер, Армин
Армин Фраушер (нем. Armin Frauscher; род. 22 марта 1994, Инсбрук) — австрийский саночник, выступающий в двойках. Призёр чемпионатов мира и Европы.  

## Биография
Родился 22 марта 1994 года в Инсбруке, в Австрии. Он финишировал девятым, выступая за Австрию в одиночном разряде среди юношей на зимних юношеских Олимпийских играх 2012 года, проходивших в его родном Инсбруке.[2] Фраушер финишировал вторым в мужском одиночном разряде на Кубке мира по санному спорту 2015/16 годов в Иглсе. На кубке мира по санному спорту 2017/18 годов Фраушер занял второе место в Кенигсзее.
На Кубке мира по санному спорту 2018/19 годов Фраушер сформировал двойку вместе с соотечественником Янником Мюллером и впервые принял участие в соревнованиях по санному спорту среди двоек. В сезоне 2019/20 годов на Кубке мира по санному спорту пара Фраушер-Мюллер заняла 16-е место в общем зачете и 6-е место в Кубке страны.
На чемпионате мира по санному спорту 2023 года в Оберхофе пара Мюллер-Фраушер завоевала две бронзовые медали в двойках и одну серебряную в командной эстафете.